# Тракішкі
Тракішкі (пол. Trakiszki) — село в Польщі, у гміні Пунськ Сейненського повіту Підляського воєводства.
Населення — 92 особи (2011).
У 1975-1998 роках село належало до Сувальського воєводства.

## Демографія
Демографічна структура станом на 31 березня 2011 року:
|          | Загалом | Допрацездатний вік | Працездатний вік | Постпрацездатний вік |
| -------- | ------- | ------------------ | ---------------- | -------------------- |
| Чоловіки | 45      | 7                  | 35               | 3                    |
| Жінки    | 47      | 13                 | 25               | 9                    |
| Разом    | 92      | 20                 | 60               | 12                   |